# Melanophryniscus cupreuscapularis
Melanophryniscus cupreuscapularis är en groddjursart som beskrevs av Céspedez och Alvarez 2000. Melanophryniscus cupreuscapularis ingår i släktet Melanophryniscus och familjen paddor. IUCN kategoriserar arten globalt som nära hotad. Inga underarter finns listade i Catalogue of Life.